# Agnieszka Mosór
Agnieszka Mosór (ur. 11 grudnia 1973 w Oświęcimiu) – polska dziennikarka, reporterka i youtuberka, była prezenterka Wydarzeń Telewizji Polsat.

## Życiorys
Ukończyła Liceum im. Stanisława Konarskiego w Oświęcimiu. Absolwentka Wydziału Romanistyki Uniwersytetu Jagiellońskiego oraz Europejskiego Studium Dziennikarstwa École Supérieure de Journalisme de Lille – Uniwersytet Warszawski.
W 1998 współpracowała z Gazetą Wyborczą oraz Inforadiem (TOK FM). W latach 2010–2013 dla RFI (Radio France Internationale) relacjonowała wydarzenia z Polski.
W Telewizji Polsat od 1998. Od 1998 do października 2004 była reporterką Informacji, a od października 2004 do 2016 – reporterką Wydarzeń; zajmowała się głównie tematyką polityczną i gospodarczą. W latach 1999–2006 relacjonowała dla stacji negocjacje Polski z Unią Europejską. Od czerwca 2008 do maja 2012 prowadziła poranne Graffiti w Polsat News. Od kwietnia 2016 do września 2018 prowadziła Informacje w Polsat News. Od kwietnia 2016 prowadziła Wydarzenia o 15.50. Od kwietnia 2016 do września 2017 prowadziła program Rozmowa Wydarzeń w Polsat News. Od października 2016 do 2017 prowadziła także weekendowe Wydarzenia o 18.50. Od października 2016 prowadziła program Gość Wydarzeń w Polsat News. Od stycznia 2017 do października 2018 prowadziła Wydarzenia o 22.00. Od września 2017 do kwietnia 2020 prowadziła program Więcej Wydarzeń. Od kwietnia 2018 ponownie prowadziła weekendowe Wydarzenia o 18.50. Od kwietnia 2018 prowadziła program Wydarzenia i Opinie w Polsat News. Od kwietnia 2020 prowadziła Wydarzenia o 12.50. W lipcu 2022 poinformowała o zakończeniu współpracy z Polsatem.
Od września 2023 prowadzi na YouTube kanał Diginomia poświęcony cyfrowym technologiom i sztucznej inteligencji.